# Misliče
Misliče este o localitate din comuna Divača, Slovenia, cu o populație de 47 de locuitori.